# William Anderson (metge)
|  | Per a altres significats, vegeu «William Anderson». |

William Anderson   (Shoreditch, 18 de desembre de 1842 - Londres, 27 d'octubre de 1900) FRCS va ser un cirurgià anglès nascut a Shoreditch, Londres. Va ser professor d'anatomia a la Royal Academy de Londres i un important col·leccionista i estudiós de l'art japonès. Va ser el primer president de la Societat japonesa. La malaltia genètica d'Anderson-Fabry porta el seu nom.

## Biografia
Anderson es va formar a la City of London School, a la Lambeth School of Art (on va rebre una medalla d'anatomia artística) i a l'Hospital St Thomas (on també va guanyar nombrosos premis). Es va convertir en membre del Royal College of Surgeons el 1869. A l'Hospital St Thomas, el 1871 va ser nomenat registrador quirúrgic i ajudant de demostració d'anatomia. El 1873 es va traslladar a Tòquio, Japó, on va ser professor d'anatomia i cirurgia a l'Imperial Naval Medical College, i va donar conferències tant en anglès com en japonès, que va aprendre amb aquest propòsit. Aquí, va reunir les seves col·leccions i va començar el seu estudi de l'art japonès. Finalment, el 1895, va ser nomenat cavaller comandant de l'ordre japonesa del Sol Naixent. Va tornar a l'Hospital St Thomas de Londres el 1880 i finalment es va convertir en professor titular d'anatomia. Va ser elegit professor d'anatomia a la Royal Academy el 1891. Va publicar la primera descripció del trastorn genètic que més tard es coneixia com a malaltia d'Anderson-Fabry. Es va casar dues vegades.

## Col·leccionista
El 1881, el Museu Britànic va comprar la col·lecció d'Anderson de més de 2000 pintures japoneses i xineses, assegurant-se que tenia (i encara té) una de les col·leccions d'aquest tipus més grans en el seu camp a Europa. Entre 1882 i 1900, Anderson va donar la seva col·lecció d'aproximadament 2.000 llibres il·lustrats japonesos impresos en xilografia a l'actual Biblioteca Britànica. Va ser l'autor del 
Catàleg descriptiu i històric d'una col·lecció de pintures japoneses i xineses al Museu Britànic (1886); i Les arts pictòriques del Japó (1886).